# 평택시브레인시티 국제공동연구소
평택시브레인시티 국제공동연구소는 국제적인 연구 및 교육허브로서 차세대 IT중심 신성장동력 핵심기술개발 및 글로벌 우수인재 양성을 통한 지역경제발전과 과학기술경쟁력에 향상에 기여함을 목적으로 2010년 6월 24일 설립허가된 대한민국 과학기술정보통신부 소관의 재단법인이다. 사무실은 경기도 평택시 비전동 848번지에 있다.